# Arbetsgruppen för film
Arbetsgruppen för film eller Svensk experimentfilmstudio som den hette från början grundades 1950 i Stockholm och verkade för att skapa goda förutsättningar för en experimentfilmkultur i Sverige. Kärngruppen i verksamheten bestod av Arne Lindgren, Mihail Livada och Peter Weiss och redan tidigt hade man knutit personer som Öyvind Fahlström, Pontus Hultén, Carl Fedrik Reuterswärd och Harry Schein till sig som medlemmar. Arbetsgruppen för film blev sedermera Stiftelsen filmform.

## Filmografi
- De vita händerna (1950)
- Storstadens fötter (1952)
- Triangeldrama (1952)
- Odjuret (1953)
- Study in Optical Rhythm (1953)
- Iris (1954)
- Studie IV Frigörelse (1955)
- Studie V Växelspel (1955)
- Ansikten i skugga (1956)
- Försvinnaren (1957)
- X (1957)
- Mannen som flög (1960)
- Cirkus Kuckelikaka (1962)
- Målning grupp 3 (1962)
- Répétition générale de suicide (1963)
- Det värdelösa leendet (1965)
- I frack (1965)
- Flirr (1967)
- N (1967)
- Ögat (1967)
- Ormgård (1967)
- Ägget (1968)
- Dream of Water (1968)
- Le Génie Civil (1968)
- Prins Hatt under jorden (1968)
- Sexualundervisning för små barn och svenska folket (1968)
- Alienakadabra (1969)
- Det var när jag kom hem från Sydgeorgien (1969)
- Nixon Visions (1969)
- Rondo (1970)
- The Life of a Sailors Wife (1986)
- Cookie Puss (1987)
- Spik-Bebis (1987)
- Destruktion (1989)